# Massango
Massango è una municipalità dell'Angola appartenente alla provincia di Malanje. Ha 41.262 abitanti (stima del 2006) ed una superficie di 7.899 km².
Il capoluogo è Massango.